# Nassau William Senior
Nassau William Senior (26. září 1790 Compton, Berkshire, Anglie – 4. června 1864 Kensington) byl anglický právník, ekonom, a také několik dekád vládní poradce pro  ekonomii a sociální politiku. Byl představitelem směru klasická politická ekonomie.

## Život
Narodil se jako prvorozený syn faráře J. R. Seniora, vystudoval Eton College a Magdalen College na Oxfordu. Na univerzitě byl soukromým žákem Richarda Whately, který se později stal arcibiskupem v Dublinu. S ním poté navázal dlouholeté přátelství. Dále se stal dobrým přítelem Alexise Tocqueville, kterého poprvé potkal před publikováním Demokracie v Americe. V roce 1811 získal aglosaský bakalářský titul (Bachelor of Arts). V roce 1831 se stal profesorem na Kings College, ale po roce byl nucen místo opustit. Dále byl členem Klubu politické ekonomie, který založil jeho pozdější soupeř James Mill roku 1821 v Londýně. Od roku 1832 se stal členem komise pro provádění chudinských zákonů. Oženil se roku 1821 s Mary Charlotte Mairovou z Actonu v Gloucestershire, v manželství se jim nejdříve narodil syn Nassau John Senior (1822–1891), který se stal právníkem, jeho manželkou byla Jane Elizabeth Senior (1828–1877). Později se jim narodila dcera Mary Charlotte Mair Simpsonová (1825–1907).

## Irský hladomor
Údajně řekl o velkém irském hladomoru z roku 1845: „Would not kill more than one million people, and that would scarcely be enough to do any good.“ („Nezabil by více než milion lidí, a to by sotva stačilo k nějakému dobru.“) Za tento výrok sklidil kritiku, ale Senior se bránil, že to bylo vytržené z kontextu. Mělo to odrážet Seniorův názor čistě z hlediska politické ekonomie: i takové velké snížení počtu obyvatel by nevyřešilo základní politické, ekonomické a sociální problémy. Senior se po mnoho let pokoušel zlepšit život lidí v Irsku i za cenu osobních nákladů.

## Politická ekonomie
Senior byl přesvědčen, že pokud má být ekonomie reálnou vědou, měla by být „čistou vědou“, to znamená, že se musí oprostit od kontroverzních politických otázek. Proto svou politickou ekonomii začal budovat jako axiomatickou vědu. To spočívá na základních, nesporných a nevyvratitelných axiomech. Tímto pojetím politické ekonomie se liší od Davida Ricarda a Johna Stuarta Milla. Senior chápal politickou ekonomii jako vědu o bohatství, přesněji řečeno vědu o tvorbě a rozdělování bohatství. Formuloval čtyři základní axiomy politické ekonomie. (Všechny tyto axiomy nejsou Seniorovým objevem, v klasické ekonomii existovaly už dříve.) Seniorovy axiomy se shodují s politickou ekonomií Smithe, Malthuse a Ricarda. Lze z nich vyvodit tytéž závěry. Ale Seniorova snaha o „čistou“ ekonomickou vědu, oproštěnou od politických a sociálních problémů znamenala, že se nedočkal takových úspěchů, jako jeho současníci. Zatímco jeho současníci se zabývali i aktuálními problémy, Senior ne – nepochopil, že politickou ekonomii nejde dělat bez politické vědy.
Nástin vědy politické ekonomie
Jeho spisy o ekonomických teoriích, které byly nejdříve publikovány v encyklopedii Metropolitana, byly pak později samostatně vydány jako Nástin vědy politické ekonomie. Součástí této publikace byly i přednášky, které přednášel v Oxfordu. Do knihy byly zařazeny tyto:
• Úvodní přednáška (1827) • Dvě přednášky o populaci (1831)
• Tři přednášky o kolování drahých kovů mezi zeměmi a Teorie bohatství (1828)
• Tři přednášky o nákladech na získávání peněz
• Tři přednášky o mzdách a efektu nedostatku (1830)
• Přednáška o tvoření bohatství (1847)
• Úvodní čtyři přednášky o politické ekonomii (1852)

## Myšlenky

### Axiomatická věda
Senior byl představitelem klasické politické ekonomie. Snažil se, aby se politická ekonomie stala skutečnou vědou. To chtěl dokázat proměnou ekonomie v axiomatickou vědu. Východiskem této vědy měly být čtyři základní axiomy:
- hédonistický princip
- Malthusův populační zákon
- zákon rostoucího výnosu v průmyslové výrobě
- zákon klesajících výnosů v zemědělské výrobě

To se ovšem nesetkalo s úspěchem. Tento názor nebyl přijat a Senior tak v tomto případě nenašel žádné stoupence.

### Teorie kapitálu a úroku
Úspěšná byla jeho teorie kapitálu a úroku. Kapitálem pro něj bylo zboží, které je použito ve výrobě, a to zvedá produktivitu práce.
Výrobní faktory dělí na:
- prvotní (práce a půda)
- druhotné (kapitál)

### Teorie abstinence
S tím souvisí i teorie abstinence. Ta vysvětluje tvorbu kapitálu a zdůvodňuje opodstatněnost úroku. K vzniku kapitálu je nutné abstinování od konečné spotřeby. Abstinence představuje újmu (člověk by raději spotřebovával než spořil), za kterou náleží odměna v podobě úroku. Tímto výkladem se úrok vymaňuje z podnikatelského zisku a mění se v základní důchod vlastníka kapitálu. Úrok a zisk se tak staly nezávislými důchody. Tuto teorii kritizovali zejména socialisté, kteří ji považovali za obhajobu kapitalismu. Senior se kvůli tomu stal v jejich očích „advokátem kapitalismu“.

### Renta
Zabýval se i interpretací renty. Pokud není dokonalá konkurence, vzniká monopol, ale vždy v důsledku toho vzniká mezera mezi výrobními náklady a tržní cenou, tedy renta. Ta není pouze výsledkem přivlastnění si úrodnější nebo lépe položené půdy. Dříve byla renta správně brána jako přebytek hodnoty nad náklady, ale spojena pouze s pronájmem půdy. Senior tento pojem rozšířil na jakýkoli přebytek hodnoty nad náklady. Senior dokazuje, že nejde o žádný výjimečný případ, ale běžný tržní jev. Renta má charakter monopolního zisku.
Rozlišil několik monopolů:
- monopol času
- monopol omezených výrobních podmínek
- monopol privilegií
- monopol vlastnictví půdy

Podle Seniora se rentou stává i důchod z každého kapitálu, pokud se dostává do dalších rukou v souvislosti s úmrtím vlastníka, který kapitál vytvořil.